# إليشا إمبري
إليشا إمبري هو قاضي ومحامي وسياسي أمريكي، ولد في 28 سبتمبر 1801 في مقاطعة لينكن في الولايات المتحدة، وتوفي في 28 فبراير 1863. نشط حزبياً في حزب اليمين. وقد انتخب عضو مجلس النواب الأمريكي ‏.